# エルダミュージカル
エルダミュージカルは、シンガーソングライターの小椋佳が企画した、子供たちが演じるミュージカルのシリーズ。
1993年に初演。アルゴ、エルダミュージカルとしてそれぞれ上演されていたが、その後、アルゴミュージカルに統合された。エルダは元になる脚本を募集して舞台化、絵本化するのが特徴である。全国主要都市を回って公演を行っていた。

## 作品リスト
1. 夢にくちずけ（1993年）
2. LUNA森のメリークリスマス（1997年）
3. メロディ（1999年）

## 主な出身者
森野文子、